# Solar Fake
Solar Fake – niemiecki projekt muzyczny dark electro założony przez Svena Friedricha w 2007 roku w Berlinie.

## Historia
Pierwsze utwory założonego w 2007 roku zespołu Solar Fake powstawały już rok wcześniej. Znany ze swoich dokonań w typowo gothic rockowych zespołach Dreadful Shadows oraz Zeraphine multiinstrumentalista i wokalista Sven Friedrich początkowo nagrania te traktował jak typowy projekt poboczny, w którym do współpracy w charakterze klawiszowca podczas występów na żywo zaprosił Franka Arnolda.
W roku 2008 pod flagą Synthetic Symphony ukazał się debiutancki album grupy zatytułowany Broken Grid. Wydanie albumu poprzedziło szereg koncertów oraz występów na festiwalach muzycznych takich jak Blackfield Festival. Rok później zespół supportuje VNV Nation podczas ich, odbywającego się po całej Europie tournée “Of Faith, Power and Glory“.
W grudniu 2009 roku ukazuje się EP zatytułowane Resigned nagrane w trakcie występu zespołu podczas Neuwerk Festival, które prócz tytułowej ścieżki zawierało kilka coverów oraz remix z repertuaru grupy :Wumpscut:. EPka była dostępna tylko podczas występów Solar Fake na żywo a cały nakład rozszedł się błyskawicznie.
Wydana w roku 2011 kolejna płyta grupy zatytułowana Frontiers wprowadza zespół na parkiety taneczne w klubach. Album trafia na osiem tygodni do zestawienia German Alternative Charts (DAC) a sam Sven Friedrich dotąd poważniej traktujący swoją karierę w Zeraphine zaczyna uznawać Solar Fake jako swój główny projekt muzyczny. Grupa występuje na dużych festiwalach muzycznych, takich jak Amphi Festival, E-Tropolis oraz bierze udział w trasach koncertowych takich zespołów jak VNV Nation in podczas ich tournée w Wielkiej Brytanii, Project Pitchfork, Covenant czy Petera Heppnera.
Kolejny, wydany w październiku 2013 roku trzeci album grupy zatytułowany Reasons to Kill trafił na oficjalne niemieckie listy przebojów, na samej German Alternative Charts (DAC) utrzymywał się przez osiem tygodni w pierwszej dziesiątce albumów. Miesiąc później, w listopadzie zespół wyjechał na koncert do Tel Avivu, w grudniu wystąpił w Madrycie i Barcelonie kończąc rok udziałem w Darkstorm Festival. W styczniu 2014 zespół odbył duże tournée zatytułowane od promowanej właśnie płyty “Reasons to Kill” odbywające się w takich krajach jak Niemcy, Rosja czy Szwajcaria.
Rok 2014 rozpoczął się dla zespołu zmianami w składzie. Dotychczasowy klawiszowiec Frank zachorował i na krótki czas zastąpił go André Feller (były gitarzysta Dreadful Shadows). Współpraca układała się na tyle dobrze, że Sven poprosił go aby jako drugi klawiszowiec został w zespole na stałe. Efektem tego zespół przez krótki czas koncertował jako trio, jednakże kilka tygodni później Frank powiadomił kolegów, iż odchodzi z zespołu.
W tym nowym składzie, latem 2014, Solar Fake wystąpił na wielu dużych festiwalach muzycznych, takich jak Amphi Festival, M´era Luna czy Orus Fest w Meksyku.

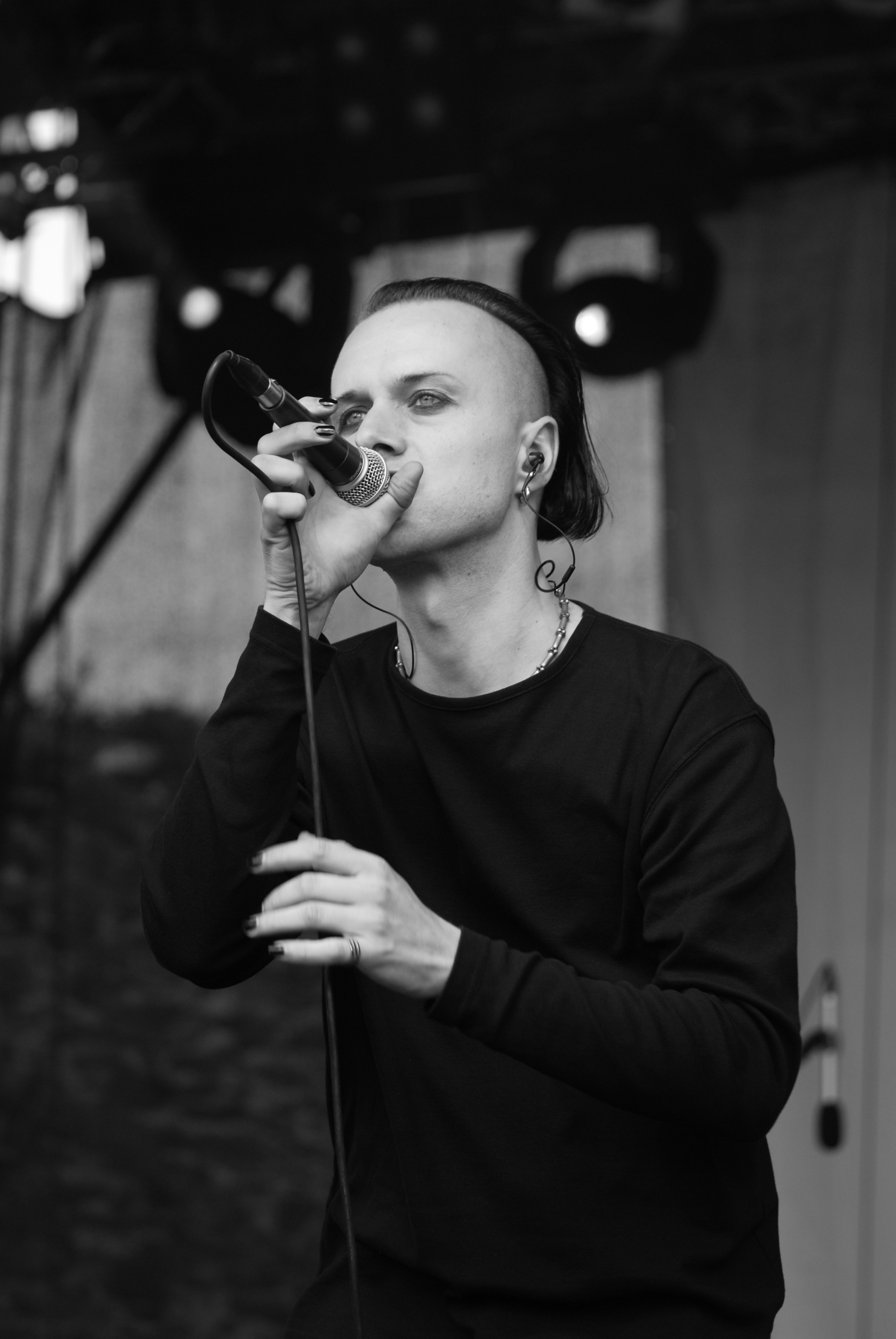
Solar Fake podczas Castle Party 2009

Występując podczas odbywającego się w ramach Amphi Festival ekskluzywnego party “Call The Ship 2 Night” na pokładzie “MS RheinFantasie”, Solar Fake zagrało swój pierwszy akustyczny show zatytułowany “One Step Closer” zawierający utwory specjalnie przearanżowane pod kątem wokalu, fortepianu, syntezatorów oraz akustycznej gitary. Na fortepianie wystąpił gościnnie Dirk Riegner, specjalnym gościem koncertu był też Peter Heppner, który wraz ze Svenem wykonał specjalną wersję utworu Die Flut.
W marcu 2015 roku, Solar Fake wystąpiło jako specjalny gość podczas zatytułowanego “Greyscale” tournée zespołu Camouflage w Niemczech, kolejno występując też na takich festiwalach jak E-Only Festival, E-Tropolis Festival, Blackfield Festival czy Nocturnal Culture Night.
Także w roku 2015 zespół zmienił wytwórnię, podpisując kontrakt z berlińską wytwórnią Out Of Line. Efektem tego 25 września ukazuje się limitowany do 777 kopii singel All the things you say do którego zostaje nagrany też teledysk. Prawie cały nakład singla rozszedł się w ciągu kilku dni w efekcie czego do sklepów trafiły drobne pozostałości. Miesiąc później, 30 października wychodzi następny album długogrający grupy zatytułowany Another Manic Episode. który dociera na pozycję 31 oficjalnych niemieckich list przebojów.
Wydawnictwo to jest pierwszym w historii zespołu, które prócz podstawowej ukazało się też w kilku innych wersjach, takich jak box set, 2 CD deluxe, a nawet na płycie winylowej. Wersja deluxe na drugiej płycie zawierała dwa covery oraz wiele remixów m.in. Project Pitchfork, Aesthetic Perfection, Desireless czy Operation of the sun. W tym samym czasie zespół zagrał całkowicie wyprzedany koncert w berlińskim Frannz Club wspólnie z Peterem Spillesem z grupy Project Pitchfork wykonując utwór z repertuaru Project Pitchfork The Dividing Line.
W lutym 2016 roku zespół rozpoczyna swoje tournée po Niemczech “Manic Episodes Tour” a następnie występuje ponownie na wielkich festiwalach muzycznych takich jak Wave-Gotik-Treffen czy Amphi Festival. Pod koniec roku zespół występuje też z koncertami w takich miastach jak Helsinki, Moskwa, St. Petersburg, Brema czy Wiedeń. W listopadzie 2016 roku Solar Fake bierze udział w festiwalu “Gothic Meets Klassik” w Gewandhaus Leipzig, podczas którego ich utwory wykonane zostały przez orkiestrę symfoniczną z Zielonej Góry.
Zespół Solar Fake gościł w Polsce 26 lipca 2009 roku, podczas XVI edycji festiwalu Castle Party w Bolkowie.

## Styl muzyczny
Muzyka zespołu to mroczna odmiana elektro. Melodyjna jednak charakteryzująca się bardzo agresywnym wokalem nadającym utworom charakterystyczny klimat. Sven Friedrich w całości odpowiada za całokształt powstającej muzyki, będąc prócz wokalisty również kompozytorem, autorem tekstów, aranżerem i producentem co powoduje, że tworząc nie jest zdany na jakiekolwiek kompromisy.

## Skład zespołu
- Sven Friedrich: wokalista, kompozytor
- André Feller: instrumenty klawiszowe

## Dyskografia[21]

### Albumy
- 2008 : Broken Grid (Synthetic Symphony)
- 2011 : Frontiers (Synthetic Symphony)
- 2013 : Reasons to Kill (Synthetic Symphony)
- 2015 : Another Manic Episode (Out of Line)
- 2017 : Sedated (Live • Acoustic)
- 2018 : You Win. Who Cares? (Out of Line)
- 2021 : Enjoy Dystopia (Out of Line)[22]
- 2024 : Don't Push This Button!

### Single
- 2015 : All the Things You Say

### EPki
- 2009 : Resigned EP

### DVD
- 2015 : Live & Akustik 2015 – theARTer Gallery (Fanclub Shadowplay)
- 2020 : Who Cares, it's Live

### Teledyski
- 2011 : More Than This
- 2013 : The Pages
- 2015 : All the Things You Say
- 2016 : I Don’t Want You in Here (sequel All the Things You Say)
- 2016 : Under Control[23]
- 2017 : Stay (reż. JK i Sven Friedrich)[24]
- 2017 : Sedated (Live • Acoustic)
- 2018 : Sick of you (Official Lyric Video)[25]
- 2018 : The Pain That Kills You Too (Official Lyric Video)[26]
- 2019 : Anything You Want[27]
- 2020 : Invisible (Official Live Video)[28]
- 2021 : This Pretty Life[29]
- 2021 : It's Who You Are (reż. Jennifer Konrad)[30]
- 2024 : This Generation Ends
- 2024 : Not so Important
- 2024 : Disagree